# 足木淳一郎
足木 淳一郎（あしき じゅんいちろう、1982年1月20日 − ）は日本の脚本家、演出家。静岡県出身。
円谷プロダクションを経て、フリーランス。

## 主な作品

### テレビドラマ
- ウルトラマン列伝（2012年 - 2013年、構成・音響効果）
- 新ウルトラマン列伝（2013年 - 2015年、構成・音響効果）
- ウルトラゼロファイト（2012年 - 2013年、脚本）
- ウルトラマンギンガ（2014年、脚本）
- ウルトラファイトビクトリー（2015年、脚本）
- ウルトラ怪獣散歩（2015年 - 2019年、プロデューサー）
- ウルトラマンX（2015年 - 2016年、特別総集編構成）
- ウルトラマンオーブ（2016年、脚本）
- ウルトラマンゼロ THE CHRONICLE（2017年、構成・音響効果）
- ウルトラファイトオーブ 親子の力、おかりします！（2017年、脚本）
- ウルトラマンジード（2017年、脚本）
- ウルトラマンオーブ THE CHRONICLE（2018年、構成）
- ウルトラマンR/B（2018年、脚本）
- ウルトラマン ニュージェネレーションクロニクル（2019年、構成・設定監修）
- ウルトラマンタイガ（2019年、設定監修・脚本）
- ウルトラマンクロニクル ZERO&GEED（2020年、構成）
- ウルトラマンZ（2020年、コ・プロデューサー・怪獣デザイン）
- ウルトラマントリガー NEW GENERATION TIGA（2021年 - 2022年、シリーズ構成・脚本）−　ハヤシナオキと連名
- ウルトラマンデッカー（2022年 - 2023年、シリーズ構成・脚本）−　根元歳三と連名
- ウルトラマン ニュージェネレーション スターズ（2023年、シリーズ構成・脚本）
- ウルトラマンブレーザー（2023年、脚本）[2]
- ウルトラマンアーク（2024年、脚本）[3]
- ウルトラマンオメガ（2025年、シリーズ構成）−　根元歳三と連名[4]

### ネット配信
- 帰ってきたアイゼンボーグ（2017年、脚本）
- トライスクワッド・ボイスドラマ（2019年 - 2020年、文芸・演出）
- ウルトラギャラクシーファイトシリーズ
  - ウルトラギャラクシーファイト ニュージェネレーションヒーローズ（2019年、脚本）
  - ウルトラギャラクシーファイト 大いなる陰謀（2020年 - 2021年、脚本）
  - ウルトラギャラクシーファイト 運命の衝突（2022年、脚本）
- ウルトラマンゼット＆ゼロ ボイスドラマ（2020年、文芸・演出）
- セブンガーファイト（2021年、プロデューサー・脚本）
- ナースデッセイ開発秘話～特務3課奮闘記～（2021年 - 2022年、脚本）
- GUTS-SELECT交流記～帰ってきた特務3課～（2022年 - 2023年、脚本・音響効果）
- ウルトラソフビワールド（2023年、シリーズ構成・脚本）
- ウルトラマンレグロス（2023年、脚本）
- ウルトラマンレグロス ファーストミッション（2023年、脚本）

### 映画
- 新世紀2003ウルトラマン伝説 THE KING'S JUBILEE（ウルトラマンジョーニアス役）
- 劇場版 ウルトラマンX きたぞ!われらのウルトラマン（制作応援）
- ウルトラマントリガー エピソードZ（脚本協力）
- ウルトラマンデッカー最終章 旅立ちの彼方へ…（脚本協力）
- 妖獣奇譚 ニンジャVSシャーク（脚本）

### 舞台
- 劇団丸組第八回公演『新山猫最終章』（演出）

### 漫画
- ANOTHER GENE（脚本）

### 小説
- AnotherGenesis